# Birenbach
Birenbach là một xã ở huyện Göppingen ở Baden-Württemberg ở miền nam Đức. Đô thị này có diện tích 2,5 km², dân số thời điểm 31 tháng 12 năm 2020 là 1942 người.